# Margaritifera hembeli
Margaritifera hembeli је шкољка из реда Unionoida и фамилије Margaritiferidae. 

## Угроженост
Ова врста је крајње угрожена и у великој опасности од изумирања.

## Распрострањење
Сједињене Америчке Државе су једино познато природно станиште врсте.

## Станиште
Станиште врсте су слатководна подручја.